# Crime Perfeito
Crime Perfeito é um álbum da banda portuguesa SALADA composto pelos mesmos membros que anteriormente se chamavam Salada de Frutas lançado pela gravadora Edison em 1982. Só em 30 de Abril 30 de 2023 é que foi disponibilizado em formato digital, no Bandcamp.

Anteriormente não tinha sido efectuada nenhuma edição deste album em formato digital (CD ou ficheiro para download) pelo que se podia considerar como que um arquivo perdido da música popular portuguesa.

## Faixas
1. Scoubidou
2. Polaridade Invertida
3. Fanquico
4. Rock Ricardo
5. On Voit La Mer d'Ici
6. Crime Perfeito
7. Citânia
8. Local do Crime
9. Ovo de Páscoa
10. Los Bandidos (Chica)